# Nem kompozicionális magyar nyelvű szóösszetételek listája
Nem kompozicionális szóösszetételnek (vö. angol misnomer, ami szó szerint ’téves megnevezés’-t jelent, ami itt úgy értendő: „félrevezető”) azt nevezzük, amelynek a jelentése eltér a szó elemeiből levezethető jelentéstől.
Ezek többféle módon is létrejöhettek, például az elnevezés létrejöttekor nem voltak tisztában a dolog valódi természetével (esthajnalcsillag, mennykő), vagy egy korábbi dolog nevét az annak szerepét betöltő újabb dolog is átvette (nejlonzacskó), valamilyen (elsőre esetleg nem nyilvánvaló) hasonlóság, de akár megtévesztési céllal is történhetett a szóalkotás (frissföl).
Ezek az elnevezések nem feltétlenül tévesek vagy helytelenek, hiszen egyértelműen jelölnek egy fogalmat, hanem inkább megtévesztőek azon – akár anyanyelvi – beszélők számára, akik e szavakkal először találkoznak.

## Biológia

### Növények
- árvalányhaj – egy perjeféle növénynemzetség
- békanyál – a fonalas zöldmoszatok népies neve, aminek semmi köze a békákhoz vagy a nyálukhoz
- búzavirág – az őszirózsafélék (fészkesek) közé tartozik, míg a búza a perjefélék közé
- földimogyoró – amely a mogyoróval ellentétben nem a nyírfafélék, hanem a pillangósvirágúak (hüvelyesek) családjába tartozik
- gólyaorr – egy kétszikű növénynemzetség
- kakastaréj – vajvirágfélék közé tartozó növénynemzetség (Pedicularis)
- kakastaréj – a celózia magyar neve
- királydinnye – a görög- és sárgadinnyével ellentétben nem a tökfélék családjába tartozik, illetve nagy, dinnyeszerű termése sincs
- kutyatej – az Euphorbia növénynemzetség magyar neve
- kutyatej – helyenként a gyermekláncfű népies elnevezése
- papsajt – a mályva nemzetségbe tartozó gyomnövény
- szarkaláb – a boglárkafélék közé tartozó növénynemzetség
- varjúháj – a kőtörőfű-virágúak rendjébe tartozó növénynemzetség
- varjúköröm – a fészkesvirágzatúak közé tartozó növénynemzetség

### Állatok

#### Alacsonyabb rendű állatok
- tengeriuborkák – a tüskésbőrűek közé tartozó állatok
- tengerisünök – a tüskésbőrűek közé tartozó gerinctelen
- víziborjú – általában a húrférgek közé tartozó élőlényt értik rajta, de utalhat gőtére vagy tengeritehénre is
- tintahalak – a puhatestűek (azon belül: fejlábúak) közé tartozó állatok

#### Ízeltlábúak
- lótetű – nem tetű, hanem egyfajta tücsök (más néven lótücsök)
- pincebogár – többféle ízeltlábút is nevez így a népnyelv, többnyire a szárazföldi ászkarákok közé tartozó fajokat
- svábbogár – nem bogár, hanem csótány
- tiszavirág – nem növény, hanem a kérészek közé tartozó rovar

#### Halak
- elektromos angolna – a többi angolnával ellentétben nem az angolnaalakúak rendjébe tartozik

#### Kétéltűek
- mocsári ördög – az óriásszalamandra-félék közé tartozó kétéltű állatfaj

#### Hüllők
- királykobra – nem tartozik a kobrák (Naja) közé
- teknősbéka – amely a békákkal ellentétben nem kétéltű, hanem hüllő

#### Madarak
- bölömbika – egy gémféle bikabőgésre emlékeztető hanggal
- halfarkas – a madarak egy neme
- ökörszem – a verébalakúak rendjébe tartozó madár
- sárgarigó – nem tartozik a rigófélék családjába (ezért írjuk egybe a nevét, szemben a fekete rigóval, amely valóban rigó)

#### Emlősök
- bőregér – nem egér, hanem denevér
- bűzösborzfélék – nem tartoznak a menyétfélék közé tartozó borzformák alcsaládjába, ahová a többi borz
- cethal – a bálna másik neve, azaz emlős, nem pedig hal
- erszényes ördög, más néven tasmán ördög – az erszényes emlősök közé tartozó ragadozó állatfaj
- földikutya – nem kutya, hanem rágcsáló
- hangyászsünök – nem sünök, nem hangyászok, és még csak nem is az elevenszülő emlősökhöz, hanem a tojásrakó emlősökhöz tartoznak
- havasi kecske – nem a kecske, hanem a zerge rokona, bár a kecskeformák közé tartozik
- macskamedve, más néven kis panda – se nem macska, se nem medve, de nem is panda, hanem a kutyaalkatúak közé tartozó állat
- mosómedve – nem medve
- repülőkutyafélék – denevérek
- sörényes farkas – nem farkas, nem tartozik a Canis nembe
- sündisznó – amely a sertéssel ellentétben nem a párosujjú patások, hanem a sünfélék családjába tartozik
- tengerimalac – amely a sertéssel ellentétben nem a párosujjú patások, hanem a rágcsálók rendjébe tartozik
- tengeritehenek – amelyek a szarvasmarhával (és amúgy a többi tengeri emlőssel) ellentétben nem a párosujjú patásokhoz tartoznak, hanem az ormányosokkal állnak közeli rokonságban
- vízidisznó – nem disznó, hanem rágcsáló
- víziló – nem ló, hanem párosujjú patás

### Egyéb biológiai fogalmak
- bagóleső – a száj tréfás neve
- ebihal – nem hal, hanem a kétéltűek lárvája
- haltej – a hal spermája
- kappanháj – idősebb férfi hasán lerakódott zsírréteg
- kappanhang – nőiesen vékony férfihang
- kutyagumi – kutyaürülék
- Langerhans-szigetek – a földrajzi névre emlékeztető kifejezés a hasnyálmirigy belső elválasztású sejtjeit jelöli
- ökörnyál – a több méter hosszú pókfonál, amelynek segítségével őszönte a széllel röpítik magukat a fiatal pókok
- szarkaláb – a szem körüli ráncok
- tyúkmell – angolkórtól eltorzult emberi mellcsont (pectus carinatum)
- varjúköröm – az anyarozsgombával fertőzött gabonaszemek elnevezése

## Továbbiak
- arab számjegyek – habár a Magyarországon is használt számjegyek arab közvetítéssel kerültek Európába, az arab írást használó országokban ma jelentősen eltér a számjegyek alakja
- árnyékszék – gödör fölé épült illemhely, budi
- barátfüle – derelye
- bikavér – sötétvörös nemes magyar bor
- csigavér – türelem, nyugalom
- Esthajnalcsillag – a Vénusz bolygó népies neve
- frissföl – a növényi zsírral felütött tejfölimitátumok egyik neve a sok közül
- halvérű – szenvtelen, egykedvű
- istennyila – villám
- kutyafülű – haszontalan, semmirekellő
- nyírfacukor – a bolti forgalomban árult xilitol neve, ami nem cukor, hanem egy cukoralkohol, és ma már nyírfa helyett inkább kukoricaszárból készül
- vásárfia – vásárból hozott ajándék
- zsákbamacska – előre nem látható kimenetelű dolog

### Állatnevekből alkotott tárgynevek
Többek közt:
- fakutya – a Balaton jegén használt népi játékszer: kis szánfélére erősített, bottal hajtott szék
- gólyaláb – hosszú faláb
- madártej – nem valamely madárnak a teje, hanem tojással és tejjel készülő édesség
- tigrisszem – egyfajta kvarckristály
- vasmacska – a horgony másik neve